# Qatar Ladies Open 2019
Il Qatar Ladies Open 2019 è stato un torneo di tennis giocato sul cemento. È stata la 17ª edizione del Qatar Ladies Open, che faceva parte della categoria Premier nell'ambito del WTA Tour 2019. Si è giocato nel Khalifa International Tennis Complex di Doha, in Qatar, dall'11 al 16 febbraio 2019.

## Partecipanti

### Teste di serie
| Nazionalità | Giocatrice           | Ranking* | Testa di serie |
| ----------- | -------------------- | -------- | -------------- |
| Romania     | Simona Halep         | 3        | 1              |
| Rep. Ceca   | Karolína Plíšková    | 5        | 2              |
| Germania    | Angelique Kerber     | 6        | 3              |
| Ucraina     | Elina Svitolina      | 7        | 4              |
| Paesi Bassi | Kiki Bertens         | 8        | 5              |
| Danimarca   | Caroline Wozniacki   | 10       | 6              |
| Lettonia    | Anastasija Sevastova | 12       | 7              |
| Australia   | Ashleigh Barty       | 13       | 8              |
| Germania    | Julia Görges         | 16       | 9              |

* Ranking al 4 febbraio 2019.

### Altre partecipanti
Le seguenti giocatrici hanno ricevuto una wild card per il tabellone principale:
- Fatma Al-Nabhani
- Ons Jabeur
- Elina Svitolina
- Caroline Wozniacki

Le seguenti giocatrici sono passate dalle qualificazioni:

- Anna Blinkova
- Karolína Muchová
- Ajla Tomljanović
- Zhu Lin

Le seguenti giocatrici sono entrate in tabellone come lucky loser:
- Lara Arruabarrena
- Polona Hercog
- Kristýna Plíšková
- Alison Riske
- Samantha Stosur

### Ritiri
Prima del torneo
- Ashleigh Barty → sostituita da  Polona Hercog
- Caroline Garcia → sostituita da  Lara Arruabarrena
- Madison Keys → sostituita da  Kateřina Siniaková
- Naomi Ōsaka → sostituita da  Barbora Strýcová
- Karolína Plíšková → sostituita da  Kristýna Plíšková
- Wang Qiang → sostituita da  Alison Riske
- Caroline Wozniacki → sostituita da  Samantha Stosur

## Campionesse

### Singolare
Elise Mertens ha sconfitto in finale  Simona Halep con il punteggio di 3-6, 6-4, 6-3.
- È il quinto titolo in carriera per Mertens, primo della stagione.

### Doppio
Chan Hao-ching /  Latisha Chan hanno sconfitto in finale  Anna-Lena Grönefeld /  Demi Schuurs con il punteggio di 6-1, 3-6, [10-6].